# Badizoblax
Badizoblax is een geslacht van kevers uit de familie bladsprietkevers (Scarabaeidae). Het geslacht werd voor het eerst wetenschappelijk beschreven in 1877 door Thomson.

## Soorten
- Badizoblax cervinus Thomson, 1877